# Список об'єктів Світової спадщини ЮНЕСКО в Таїланді
У списку об'єктів Світової спадщини ЮНЕСКО в Таїланді станом на 2015 рік налічується 5 найменувань: 3 об'єкти культурного і 2 природного типу.

## Пояснення до списку
У таблицях нижче об'єкти розташовані у хронологічному порядку їх додавання до списку Світової спадщини ЮНЕСКО.
Кольорами у списку позначено:
На мапах кожному об'єкту відповідає червона позначка ().

## Список
У цій таблиці об'єкти розташовані в порядку їх додавання в список Світової спадщини ЮНЕСКО в Таїланді в порядку їх включення до списку.
| № | Зображення | Назва                                           | Місцеположення                                                          | Тип        | Час створення     | Час внесення до списку | №                                                  | Критерії   |
| - | ---------- | ----------------------------------------------- | ----------------------------------------------------------------------- | ---------- | ----------------- | ---------------------- | -------------------------------------------------- | ---------- |
| 1 |            | Аютія та сусідні історичні міста                | Провінція Аюттхая                                                       | Культурний | XIV століття      | 1991                   | 576 [Архівовано 14 червня 2017 у Wayback Machine.] | iii        |
| 2 |            | Сукхотхай та сусідні історичні міста            | Провінції Сукхотхай та Кампхенгпхет                                     | Культурний | XIII—XIV століття | 1991                   | 574 [Архівовано 14 червня 2017 у Wayback Machine.] | i, iii     |
| 3 |            | Резервати дикої природи Тхунґьян і Хуайкхакхенґ | Провінції Канчанабурі, Так і Утхайтхані                                 | Природний  | —                 | 1991                   | 591 [Архівовано 23 червня 2017 у Wayback Machine.] | vii, ix, x |
| 4 |            | Археологічна пам'ятка Банчіанґ                  | Провінція Удонтхані                                                     | Культурний | Епоха бронзи      | 1992                   | 575 [Архівовано 5 липня 2017 у Wayback Machine.]   | ііі        |
| 5 |            | Лісовий комплекс Донґфаяєн-Кхауяй               | Провінції Сарабурі, Накхоннайок, Накхонратчасіма, Прачінбурі та Бурірам | Природний  | —                 | 2005                   | 590 [Архівовано 5 липня 2017 у Wayback Machine.]   | х          |

## Кандидати
2004 року подано заявки на включення до списку об'єктів Світової спадщини ЮНЕСКО тих об'єктів, що є в Таїланді:
| # | Зображення | Назва                                                                                                | Розташування                        | Час створення                | Рік подання заявки | №                                                   | Критерії           |
| - | ---------- | --- | ----------------------------------- | ---------------------------- | ------------------ | --------------------------------------------------- | ------------------ |
| 1 |            | Пхімай (1; тай. พิมาย), та сусідні храми Пханомрунг (1; тай. พนมรุ้ง) Прасат Муанг Там (1; тай. เมืองต่ำ) | Провінції Накхонратчасіма і Бурирам | X—XII століття               | 2004               | 1919 [Архівовано 13 грудня 2015 у Wayback Machine.] | i, ii, iii, iv, vi |
| 2 |            | Історичний парк Пхупхрабат тай. อุทยานประวัติศาสตร์ภูพระบาท                                               | Провінція Удонтхані                 | кам'яна доба — середньовіччя | 2004               | 1920 [Архівовано 13 грудня 2015 у Wayback Machine.] | ii, iii, iv, vi    |